# 천안신용초등학교
천안신용초등학교는 대한민국 충청남도 천안시 동남구에 있는 공립 초등학교이다.

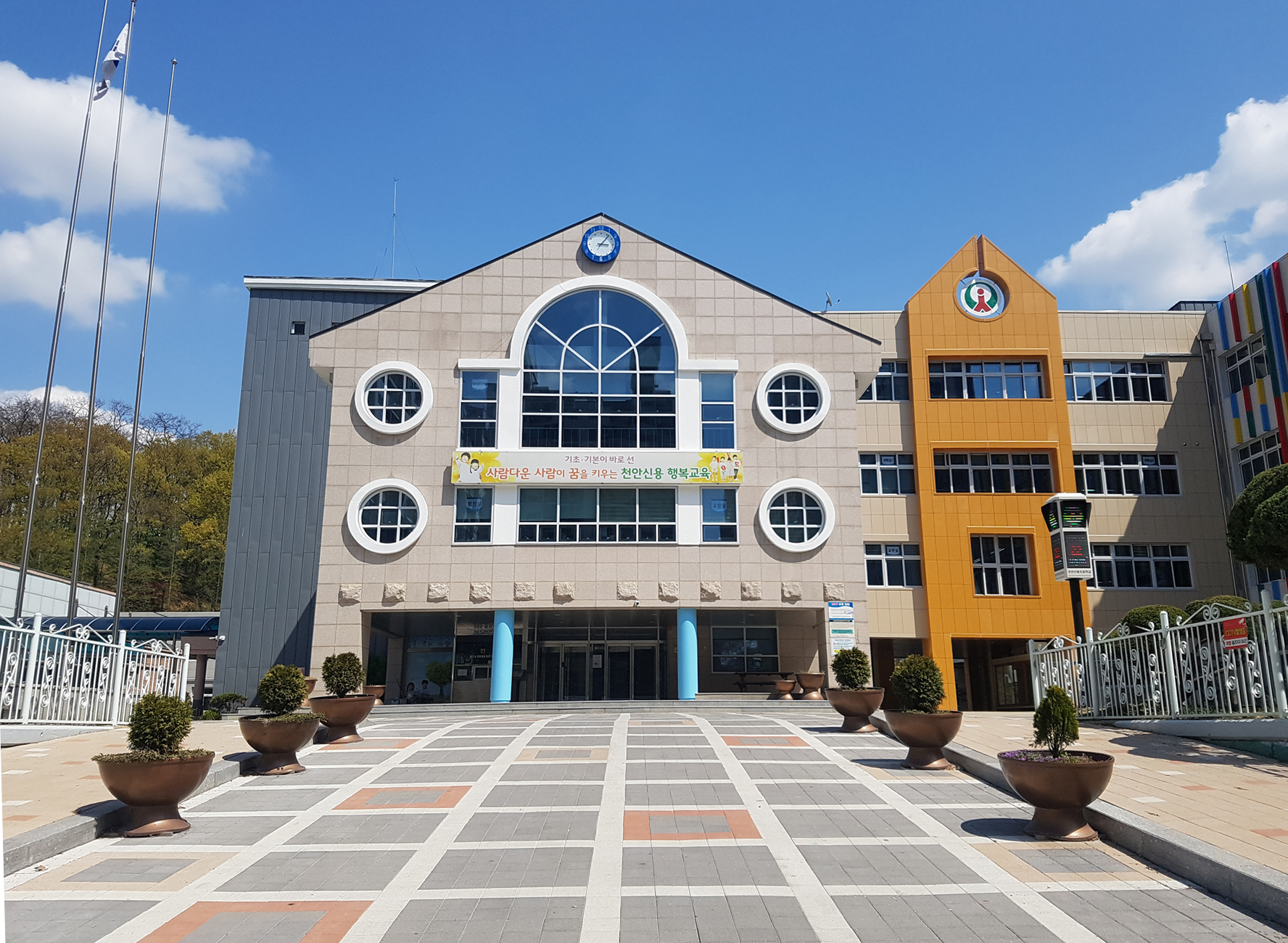
천안 신용초등학교

## 학교 연혁
- 1997년 7월 18일: 개교
- 2020년 1월 3일: 제23회 154명 졸업
- 2020년 3월 1일: 36학급(특수 2학급) 편성

## 참고 자료
- 천안신용초등학교 - 한국교육학술정보원 학교알리미